# Cun (unità di misura)

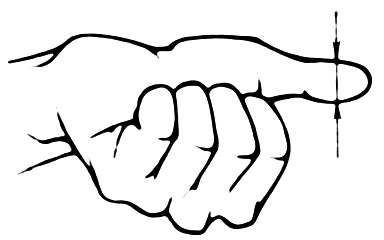
Il cun come la massima larghezza del pollice

Il cun è un'unità di misura relativa di origine cinese, utilizzata in agopuntura, coincidente con la massima larghezza del pollice o con la lunghezza della seconda falange dell'indice della mano.